# Halterofilia en Chile

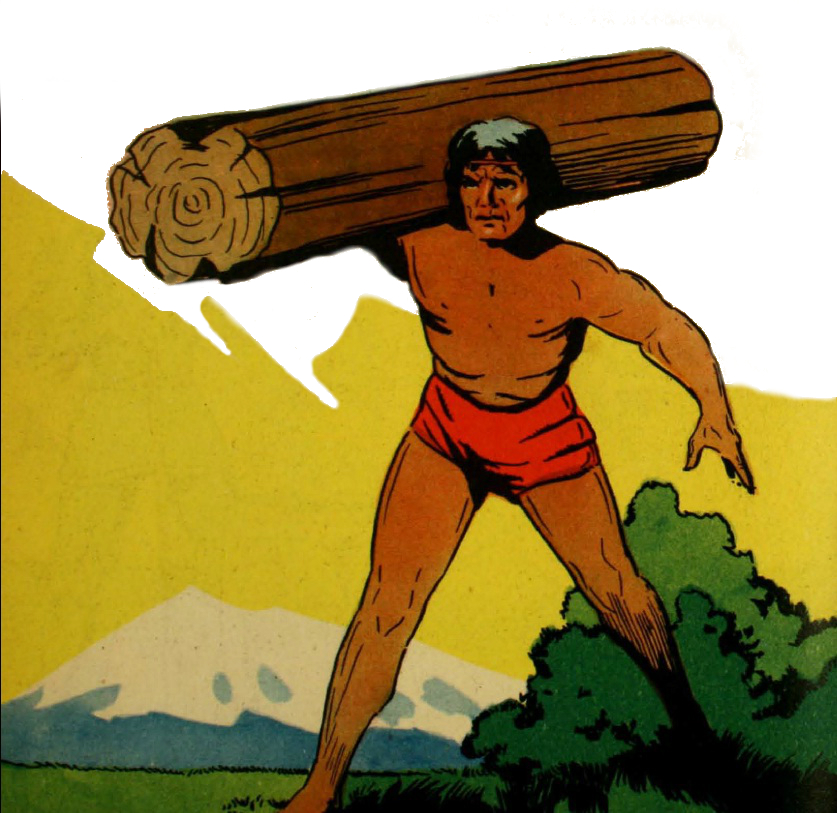
Caupolicán en 1557.

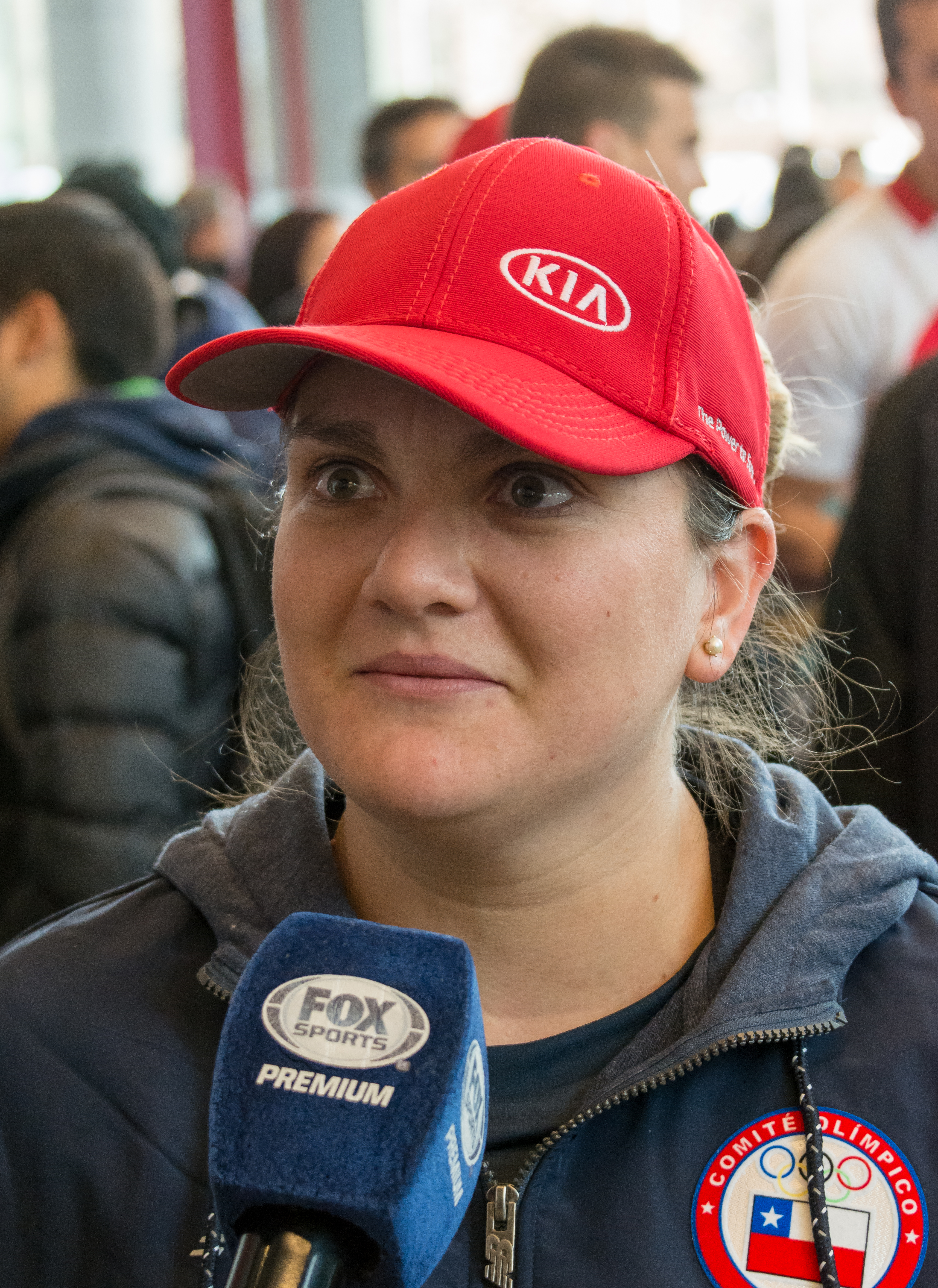
María Valdés.

La organización de la halterofilia en Chile está a cargo de la Federación Chilena de Levantamiento de Pesas, fundada en 1960, afiliada a la Federación Internacional y a la Confederación Sudamericana. Como antecedente, los indígenas mapuches han practicado la prueba del tronco entre varones llevando trarilonco (cintillo), de características similares, en el actual territorio chileno durante siglos, como deporte y antiguamente para elegir a su toqui (líder militar), que consistía en una demostración de fuerza ante los loncos (jefes comunitarios), elevando y sosteniendo un grueso tronco de árbol sobre los hombros e intentando durar más que los rivales sin desmayarse, según el libro La Araucana (1569).
El país ha ganado diez medallas en los Juegos Panamericanos —dos de oro, cuatro de plata y cuatro de bronce—. El mayor exponente de este deporte en Chile es Cristián Escalante, tetracampeón panamericano en la rama de más de 105 kilos. Su última medalla fue conseguida en los Juegos Panamericanos de 2007. Más recientemente, en 2017, Arley Méndez se coronó campeón en el Mundial de Levantamiento de pesas de Anaheim, en la categoría 85kg. En ese mismo campeonato, María Valdés obtuvo el subcampeonato en la categoría 90kg, consagrándose como la «mejor halterófila mujer de Chile en la historia», además de haber obtenido la medalla de oro en la modalidad de envión en esa misma categoría.